# ジャクリーヌ・ヴーヴ
ジャクリーヌ・ヴーヴ（Jacqueline Veuve、1930年1月29日 - 2013年4月18日）は、スイスの映画監督、文化人類学者である。ドキュメンタリー作品で知られる、「ヌーヴォー・シネマ・スイス」の映画作家のひとり。

## 来歴・人物
1930年1月29日、スイス・ヴォー州のフランスとの国境の入り組んだ地域パイェルヌで、イヴォンヌ＆モーリス・ルベ夫妻の娘として生まれたジャクリーヌは、1956年、レオポルド・ヴーヴと結婚、のちにマルティーヌとローランの二児をもうける。
ローザンヌで古典を専攻、ジュネーヴの司書古文書学校に学んだ（1952年 - 1953年）のち、彼女はフランス・パリに上京、卒業証書の仕事をした際に、人類博物館にいた映画監督・文化人類学者のジャン・ルーシュと出会う（1955年）。
1966年、映画作家イヴ・イェルサンとの共同作業を始め、処女短篇『Le panier à viande』を撮る。映画監督として知られるようになり、教員免許を取得、ジュネーヴのコレージュ（進路指導期）で教鞭をとり、学校のためのたくさんのドキュメンタリー映画を演出するポストを得た。1970年代の初めに渡米、マサチューセッツ工科大学で、文化人類学者・同校映画学部長のリチャード・リーコックと仕事をする。この時期（1972年 - 1973年）、米国内のフェミニズム運動についての短編映画を2本撮る。
1974年、自らの製作会社「アクエリアス・フィルムズ」をローザンヌに設立。以来、仕事の優先順位を替え、彼女のもっとも重要な作品となる処女長篇映画『La mort du grand-père ou Le sommeil du juste』を撮り、同作は、1978年のロカルノ国際映画祭に選ばれ上映される。1982年には、初めての長篇劇映画『Parti sans laisser d'adresse』に挑戦、1992年にはふたたび長篇劇映画『l'Evanouie』を撮った。
彼女は60本以上の映画を演出し、スイスはもちろん、ときにはフランス、アメリカで活動し、数々の国際映画祭に作品が出品された。
ノスタルジーなしにひとつの国の武力、農民、ワイン農家、救世軍、職人、そしてもちろん女性について映画をつくり、また記述をする。この監督は、スイスの土地に密着したもっとも重要なドキュメンタリー映画人として、すでに定着している。

## 受賞歴
- 1972年、カンヌ国際映画祭映画と若者賞（『Les Lettres de Stalingrad』）
- 1987年、イタリア・ジベリーナの星賞（『Diable d'or』）
- 1987年、アルペン国際映画祭SSR特別賞
- 1989年、パリ・人類博物館、第八回民族誌映画国際ショーケース、祖国民族学ミッション賞
- 1989年、アルペン国際映画祭大賞（『Les Diablerets』）
- 1992年、ミュンヘン映画祭名誉賞
- 1991年、シカゴ国際金のヒューゴー賞
- 1991年、ヴォー州芸術振興創造基金、ヴォー州芸術グランプリ
- 1998年、スイス映画賞最優秀ドキュメンタリー賞（『Journal de Rivesaltes 1941-1942』）

## フィルモグラフィー
1960年代 - 1970年代
- Le panier à viande　1966年　共同監督イヴ・イェルサン
- La grève de 18　1972年
- Genève, le 9 novembre 1932　1972年
- Les lettres de Stalingrad　1972年
- Suzan　1974年
- No more fun, no more games　1974年
- Le mort du grand-père ou le sommeil du juste　長篇　1978年
- L'avenir à 15 ans　1979年

1980年代
- Parti sans laisser d'adresse　劇映画　1982年　※ロカルノ国際映画祭エキュメリック審査員賞
- Parlez-moi d'amour　1986年
- Armand Rouiller　1987年
- La filière　1987年
- Le sable rose de montagne　1987年
- Claude Lebet, luthier　1988年
- Michel Marlétaz, boisselier　1988年
- François Pernet, scieur-sculpteur　1988年
- Les frères Bapst, Charretiers　1988年
- O. Veuve et J. Doutaz, tavillonneurs　1988年
- Marcellin Babey, tourneur　1989年

1990年代
- Chronique paysanne en Gruyère　1990年
- François Junod, fabricant d'automates　1991年
- Les émotions helvétiques　1991年
- Arnold Golay, fabricant de jouets　1992年
- L'évanouie　劇映画　1992年
- L'homme des casernes　1994年
- Oh! quel beau jour　1995年
- Journal de Rivesaltes 1941-42　1997年
- Ballade fribourgeoise　1997年　共同監督ドミニク・ド・リヴァ
- Chronique vigneronne　1999年

2000年代
- Le salaire de l'artiste　2000年　共同監督
- Delphine Seyrig, portrait d'une comète　2000年
- Le chalet du cœur　2000年
- Jour de marché　2002年
- La nébuleuse du cœur　2005年
- La petite dame du Capitole　2005年

## 参考書籍
- Chère Jacqueline、著ドミニク・ド・リヴァ
- Jacqueline Veuve, 25 ans de cinéma、序文フレディ・ビュアシュ、著ベルティーユ・ガラン、1991年

## 関連事項
- 人類博物館（Musée de l'Homme）
- リチャード・リーコック（Richard Leacock）
- ドミニク・ド・リヴァ（Dominique de Rivaz）
- ベルティーユ・ガラン（Bertil Galland）